# Palante el Mambo!
Palante el Mambo! é o segundo álbum de estudo de Diego Gutiérrez. Recreia géneros e ritmos cubanos desde uma visão muito pessoal da canção, o que lhe valeu imediata atenção de crítica e de público. Foi nominado aos Prêmios Grammy Latinos no seu 19.ª edição na categoria Melhor Álbum de Fusão Tropical.

## Produção
Para este álbum Diego Gutiérrez escolheu entre suas canções as mais representativas de géneros cubanos, o que diferencia notavelmente este trabalho de sua entrega anterior De cero, mais focado numa sonoridade pop rock. Também optou para os arranjos por um pianista com experiência na música cubana bailable, arranjador e pianista da popular orquestra Havana D'Primera. Isto dar-lhe-ia a suas canções o peculiar sabor dos ritmos nativos, misturado com sua composição influenciada pela Nova Trova e a Canção Cubana Contemporânea.
Este álbum obteve Prêmio Cubadisco na categoria Melhor Álbum Fusão em 2018.
Após ser nomeado para o Latin Grammy Awards, Gutierrez tem sido capaz de apresentar este álbum em turnês por Cuba e vários países.

## Lista de faixas
Todas as faixas escritas e compostas por Diego Gutiérrez. 
| N.º | Título                  | Duração |  |
| 1.  | "Pa´lante el mambo"     | 3:47    |  |
| 2.  | "Qué buena vida"        | 4:39    |  |
| 3.  | "Contra la pared"       | 4:18    |  |
| 4.  | "Felicidad"             | 3:22    |  |
| 5.  | "Mira la TV"            | 4:19    |  |
| 6.  | "Filosofía de bar"      | 4:36    |  |
| 7.  | "Sólo otra canción"     | 3:53    |  |
| 8.  | "Piénsatelo"            | 3:48    |  |
| 9.  | "Sucu sucu sentimental" | 4:15    |  |
| 10. | "Fin de la historia"    | 5:00    |  |

## Pessoal
Letra, música  e voz principal em todos os temas: Diego Gutiérrez.
Produção musical: Tony Rodríguez e Diego Gutiérrez.
Arranjos: Tony Rodríguez.
Piano e teclados: Tony Rodríguez 
Baixo eléctrico: Yandy Martínez 
Guitarra: Roberto Gómez 
Drums: Oliver Valdés 
Güiro: Oliver Valdés (Tracks 1, 2, 3, 5, 6, 8 e 9)
Congas: Adel González 
Trombeta: Alejandro Delgado (Tracks 1, 2, 3, 5 e 10)
Trombón: Amaury Pérez (Tracks 1, 3, 5 e 10)
Saxofón: Jamil Scherry  (Tracks 1, 3, 5 e 10)
Coros: Yosvel Bernal (Tracks 1, 2, 3, 5, 6, 8, 9,e 10)
Coros: Merlin Lorenzo (2, 3, 4, 5, 7, 8, 9 e 10)
Programação e beat-making: José A. Blanco “O Negro WadPro” (Tracks 1, 3, e 10)
Apitos: Tony Rodríguez (Track 6)
Melódica: Tony Rodríguez (Track 9)
Sample de voz em “Filosofia de bar “Rolando Laserie
Convidado em “Contra a parede”: Francis do Rio 
Gravação: Ing. Merlin Lorenzo e Ing. Daelsis Pena 
Pós-produção: Ing. Merlin Lorenzo
Mistura: Ing. José Raúl Varona 
Mastering: Ing. Daelsis Pena 
Produção executiva: Brenda Besada
Sessão de fotos: Ivan Soca Pascual
Conceito visual: Mario David Cárdenas